# Bodi

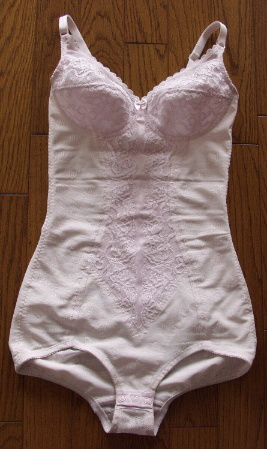
Bodi interior femení

Un bodi o cos és una peça de roba cenyida, generalment interior, que cobreix el tronc fins a l'engonal, amb mànigues o sense i que es corda per sota. Generalment s'usa com a roba interior, i en aquest cas el bodi substitueix el sostenidor i també les calces o tanga, però per exemple als anys 80 es van posar molt de moda les samarretes i camises femenines que, per bé que podien ser amples, també es tancaven a l'entrecuix, eren exteriors i es deien bodis.
També el porten alguns nadons, de vegades com a roba interior o d'altres sol, de vegades a manera d'una mena de pijama.
Un bodi no s'ha de confondre amb un mallot ni amb un cosset.

## Etimologia
El mot en català prové de l'anglès body, que significa "cos".